# Guerra soviético-japonesa
El 8 de agosto de 1945, a las 23:01 dio comienzo la guerra soviético-japonesa (en ruso: Советско-японская война, transl. Sovetsko-Yaponskaya Voyna; y en japonés: ソ連対日参戦) en el marco de la Segunda Guerra Mundial con la declaración de guerra. Una hora después, a las 00:01 del día 9, comenzó la invasión soviética de Manchukuo, entonces estado títere del Imperio japonés.
Con apoyo de los mongoles, los soviéticos pusieron final al dominio de Japón sobre Manchukuo, Mengjiang (Mongolia Interior), Corea Septentrional, Karafuto y las Islas Chishima.
La inmediata derrota del Ejército de Kwantung contribuyó en la rendición japonesa y el fin de la Segunda Guerra Mundial.

## Resumen
En la Conferencia de Teherán celebrada en noviembre de 1943, Iósif Stalin declaró que la Unión Soviética entraría en guerra contra Japón una vez que el III Reich fuese derrotado. En febrero de 1945 tuvo lugar la Conferencia de Yalta, donde pidió a las fuerzas aliadas a entrar en el "Teatro del Pacífico" en un plazo de tres meses al final del Teatro Europeo. El 26 de julio, tanto Estados Unidos como Reino Unido y China firmaron la Declaración de Potsdam en la que exigieron la rendición sin condiciones del Imperio Japonés, sin embargo fueron ignorados, y el 8 de agosto (9 de agosto a las 00:43 fecha y hora local en Moscú) daría comienzo la invasión.
El inicio de la invasión se resumió en los bombardeos de Hiroshima y Nagasaki del 6 y 9 de agosto respectivamente Aunque a Stalin no se le detalló gran parte del programa atómico de los gobiernos de las Fuerzas Aliadas occidentales. Sin embargo, en virtud de los plazos de los acuerdos de Teherán y Yalta y la expansión de las Fuerzas Soviéticas en el Extremo Oriente desde Teherán dejó claro que los ataques contra estas dos ciudades no jugaron ningún papel en la invasión soviética, tan sólo ensombrecida por los acuerdos de Yalta, la rendición del III Reich y por el hecho de que el Mariscal Aleksandr Vasilevski informó al Jefe del Estado de que de ser necesario, atacaría por la mañana del 5 de agosto.
El 8 de agosto a las 23:00 (hora local de Irkutsk), el ministro de Asuntos Exteriores: Vyacheslav Molotov informó al embajador nipón: Satō de que la Unión Soviética declaró la guerra al Imperio de Japón y que a partir del día siguiente empezaría el conflicto entre ambas potencias. Un minuto después de la medianoche, los soviéticos empezaron la invasión por tres frentes: este, oeste y norte de Manchuria. Tales operaciones se subdividieron en tres partes:
- Operación Ofensiva Khingan-Mukden (9 de agosto de 1945 - 2 de septiembre de 1945)
- Operación Ofensiva Harbin-Kirin (9 de agosto de 1945 - 2 de septiembre de 1945)
- Operación Ofensiva Sungari (9 de agosto de 1945 - 2 de septiembre de 1945)

y subsecuentemente:
- Operación Ofensiva Grupo del Ejército de Sajalín del Sur (11 de agosto de 1945 - 25 de agosto de 1945)
- Operación de Aterrizaje de Seisin (13 de agosto de 1945 - 16 de agosto de 1945)
- Operación de Aterrizaje de las Kuriles (18 de agosto de 1945 - 1 de septiembre de 1945)

Aunque la batalla se extendió más allá de Manchuria, las invasiones integradas y coordinadas de los territorios septentrionales de Japón entraron dentro de tal batalla. A partir de 1983, dicha operación recibió el nombre de "Tormenta de Agosto". Otro nombre, también fue dado por los soviéticos como "Operación Estratégica y Ofensiva de Manchuria".
Esta ofensiva no debe confundirse con las guerras fronterizas soviético-japonesas que finalizaron en septiembre de 1939 y condujeron al Pacto de Neutralidad.

## Antecedentes
La guerra ruso-japonesa de principios del siglo XX terminó en victoria japonesa y culminó con el Tratado de Portsmouth de 1905. Otros eventos destacados fueron el incidente de Mukden y la invasión japonesa de Manchuria en 1931 además de expandir su hegemonía sobre la Península de Corea y el sur de Sajalín. A finales de 1930 se produjeron varios incidentes a lo largo de la frontera ruso-japonesa siendo las batallas de Jasán y la batalla de Jaljin Gol las más significativas y que culminaron a la firma del Pacto de Neutralidad Soviético-Japonesa de abril de 1941. Con la firma de este acuerdo, tanto japoneses como soviéticos se concentraron en otros conflictos (los primeros en expandirse por el sur y los últimos en la guerra contra el III Reich).
Tras el éxito de Stalingrado y la caída del Reich alemán, la Unión Soviética volvió a centrarse en el Lejano Oriente. En noviembre de 1943 tuvo lugar la Conferencia de Teherán, y entre otros asuntos, Winston Churchill, Franklin D. Roosevelt y Iósif Stalin acordaron que la Unión Soviética entrase en guerra con Japón una vez finalizada la contienda europea. Sin embargo, Stalin tuvo que hacer frente a un dilema, puesto que quería evitar un conflicto en dos frentes a cualquier coste aparte también de ganar territorio tanto en el Extremo Oriente como en Europa.
Debido al Pacto de Neutralidad Soviético-Japonés, los soviéticos empezaron a tomar a las tripulaciones aéreas Aliadas como prisioneros tras aterrizar en territorio soviético tras haber realizado operaciones contra el imperio nipón, aunque se les permitió "escapar" tras un periodo de tiempo.
En la Conferencia de Yalta de febrero de 1945, entre otros asuntos, Roosevelt le garantizó a Stalin la anexión de los territorios del Extremo Oriente a cambio de reanudar de nuevo el conflicto en un plazo de dos o tres meses tras la derrota del III Reich. A mediados de marzo de 1945, la situación empeoró para los japoneses, los cuales retiraron sus tropas de élite de Manchuria para reforzar el frente del Pacífico. Por otro lado, los soviéticos volvieron con sus planes de extenderse por la zona y rehusaron a renovar el pacto, tal como informaron el 5 de abril del mismo año. Esto causó gran consternación entre los japoneses, aunque los soviéticos garantizaron que el pacto seguiría vigente y que estos no tendrían nada de que preocuparse.
El 8 de mayo de 1945 (día 9 en Moscú), Alemania anunció la rendición y tres meses después entraron en combate contra Japón, la única potencia del Eje vigente. Conscientes de su situación, los japoneses buscaron mantener la tregua con los soviéticos y extender el pacto además de buscar un final al conflicto. Desde Yalta, se intentó llegar a un acuerdo que los soviéticos postergaron en la medida de lo posible. El Barón Almirante Suzuki, quien tomó cargo en abril de 1945 intentó garantizar la paz ante una hipotética rendición incondicional. A finales de junio, los japoneses invitaron a los soviéticos a negociar la paz con los Aliados un tratado que beneficiase al Imperio Japonés a cambio de concesiones territoriales para el Estado Soviético. Stalin mostró interés, sin embargo continuaron sin dar ninguna respuesta a pesar de la espera de los nipones. Entre el 16 de julio y el 2 de agosto de 1945 tuvo lugar la Conferencia de Potsdam y una semana después la administración soviética llamó a consultas a sus embajadores en Japón y los familiares de estos. El 26 de julio, Churchill, Truman y Chiang Kai-shek (la Unión Soviética todavía seguía neutral) exigieron la rendición sin condiciones a Japón.
Mientras los soviéticos continuaban sin dar respuesta alguna, los japoneses estuvieron vigilando el tramo del Transiberiano que atravesaba el este de Manchuria y concluyeron que estos no estaban preparados aún para invadir la zona. Sin embargo, desconocían cuándo tendría lugar una hipotética invasión.

## Fuerzas combatientes

### Ejército Rojo
El Comando del Lejano Oriente, bajo las órdenes del Mariscal soviético Aleksandr Vasilevskiy, tuvo un plan simple pero de gran escala para conquistar Manchuria mediante un movimiento de pinza sobre dicho territorio. Tal movimiento iba a estar formado por el Frente del Transbaikal desde el oeste, y por el este por el Primer Frente de Extremo Oriente; por el norte el Segundo Frente Oriental atacaría hacia el centro de la bolsa.
Frente Occidental de Manchuria
El Frente Transbaikal, a las órdenes del Mariscal Rodión Malinovski formaron la mitad oeste del movimiento en pinza soviético, y atacaron por el desierto de Mongolia Interior y por la cordillera de Gran Khingan. Estas fuerzas tenían como objetivo asegurar Mukden y posteriormente encontrarse con las tropas del Primer Frente de Extremo Oriente en Changchun, y una vez allí finalizar la doble envoltura.
Frente Oriental de Manchuria
El Primer Frente del Lejano Oriente estuvo a las órdenes del Mariscal Kiril Meretskov en la parte oriental de la pinza. Como objetivo, debían avanzar hacia Mudanjiang para una vez capturada la localidad, avanzar hacia Jilin, Changchun y Harbin. El objetivo final consistía en reunirse con el Frente Transbaikal y cerrar la pinza además de prevenir que las fuerzas japonesas huyesen hacia Corea.
Frente Septentrional de Manchuria
El Segundo Frente del Lejano Oriente estuvo a las órdenes del General Maksim Purkaev y ejerció un papel de apoyo en el ataque. Sus objetivos fueron las localidades de Harbin y Tsitsihar además de prevenir la retirada de los japoneses por el sur.
Una vez las tropas del Primer Frente y del Transbaikal capturasen la ciudad de Changchun, el Segundo se dirigiría hacia la península de Liaotung y Port Arthur.

### Japoneses
El Ejército de Kwantung, bajo las órdenes del General Otozō Yamada, fue la principal fuerza de ocupación japonesa tanto en Manchuria como en la península de Corea. Estuvo formado por dos bandos: al noreste de Manchukuo; el Primer Ejército Regional, y al suroeste; el Tercero Regional, además de tres ejércitos independientes en el norte de Manchuria, Corea del Norte, Mengjiang, Karafuto y las islas Kuriles.
Aparte de las fuerzas japonesas, hubo desplegadas 4000 fuerzas de defensa de Manchuria pobremente equipadas y entrenadas.
El Ejército de Kwantung disponía de menos de 8000 efectivos repartidos en veinticinco divisiones y seis brigadas mixtas independientes, Estas a su vez estaban compuestas por cerca de 1215 vehículos acorazados, 6700 unidades de artillería y 1800 elementos aéreos. La Fuerza Naval Imperial no contribuyó en la defensa, puesto que se opusieron a las ocupaciones estratégicas. En su lugar decidieron defender las costas japonesas ante una hipotética invasión estadounidense.

## Campaña
La operación se llevó a cabo como un clásico movimiento de doble pinza sobre un área del tamaño de Europa Occidental. En la pinza occidental, el Ejército Rojo avanza sobre los desiertos y montañas de Mongolia, lejos de sus ferrocarriles de reabastecimiento. Esto confunde el análisis militar japonesa de logística soviética, y los defensores fueron tomados por sorpresa en los puestos fortificados. Los comandantes del Ejército de Kwantung participaron en un ejercicio de planificación en el momento de la invasión, y estaban lejos de sus fuerzas durante los primeros dieciocho horas de conflicto. Infraestructura de comunicación era pobre, y se perdió la comunicación con las unidades de vanguardia muy temprano. Sin embargo, el Ejército Kwantung tenía una formidable reputación como combatientes feroces e implacables, y aunque menores en número y sin preparación, opuso una fuerte resistencia en la ciudad de Hailar, que atado algunas de las fuerzas soviéticas. Al mismo tiempo, se utilizaron unidades aéreas soviéticas para apoderarse de los aeródromos y centros de las ciudades en el avance de las fuerzas terrestres, y para transportar el combustible a las unidades que habían rebasado sus líneas de suministro. La tenaza soviética del oriente cruzó el Ussuri y avanzó alrededor del lago Khanka y atacó hacia Suifenhe, y aunque los defensores japoneses lucharon duro y siempre una fuerte resistencia, los soviéticos resultó abrumadora. Tal vez el hecho más evidente que ilustra las diferencias en la eficacia entre los dos oponentes fue que,a menudo, la velocidad de avance soviética superó ampliamente cualquier tipo de retiro que luchaba los japoneses podían realizar, que se formó un elemento crucial de toda la estrategia japonesa para la defensa de la Manchuria central.[cita requerida]
Después de una semana de combates, durante la cual las fuerzas soviéticas habían penetrado profundamente en Manchukuo, el emperador Hirohito grabó el Gyokuon-Hōsō que fue transmitido por radio a la nación japonesa en 15 de agosto de 1945. La idea de la rendición era incomprensible para el pueblo japonés, y se combina con el uso de Hirohito del lenguaje formal y arcaico, el hecho de que él no utilizó la palabra real "rendirse", la mala calidad de la emisión, y las líneas de pobres de la comunicación, no cierta confusión entre los japoneses sobre lo que el anuncio significa realmente. Los Cuarteles Generales del Ejército imperial japonés no comunicó inmediatamente la orden de alto el fuego con el Ejército de Kwantung, y muchos elementos del ejército, o bien no lo entendieron, o lo ignoraron. Por lo tanto, los focos de resistencia feroz del Ejército de Kwantung continuaron, y los soviéticos continuaron su avance, evitando en gran medida los focos de resistencia, llegando a Mukden, Changchun y Qiqihar el 20 de agosto. En el flanco derecho soviético, el grupo soviético-mongol Cavalry-Mechanized había entrado en Mongolia Interior y tomaron rápidamente Dolon Nur y Kalgan. El emperador de Manchukuo (y antiguo emperador de China), Puyi, fue capturado por el Ejército Rojo soviético. La orden de alto el fuego fue finalmente comunicado al Ejército de Kwantung, pero no antes de que los soviéticos habían hecho la mayor parte de sus ganancias territoriales.
El 18 de agosto, varios desembarcos anfibios soviéticos habían llevado a cabo antes de la anticipación de la tierra: tres en el norte de Corea, uno de cada Sakhalin, y uno en las Islas Kuriles. Esto significaba que, en Corea, al menos, ya había soldados soviéticos en espera de las tropas que vienen por tierra. En Sajalín y las Kuriles, significaba un establecimiento repentina e innegable de la soberanía soviética.
El avance de la tierra se detuvo a una buena distancia por debajo de la río Yalu, el inicio de la península de Corea, cuando incluso las líneas de alimentación aéreas dejaron de estar disponibles. Las fuerzas que ya están en Corea fueron capaces de establecer un poco de control en el norte de la península, pero la ambición de tomar toda la península se vio interrumpida cuando las fuerzas estadounidenses desembarcaron en Incheon el 8 de septiembre, seis días después de la firma del instrumento japonés de Rendición.

## Importancia y consecuencias
Desde la época de las primeras grandes derrotas militares japoneses en el Pacífico, los dirigentes no militares de Japón habían dado cuenta de que la campaña militar japonesa era económicamente insostenible, y había una serie de iniciativas para negociar un cese de las hostilidades y la consolidación de ganancias territoriales y económicos japoneses. Por lo tanto, los elementos de la dirección no militar habían hecho por primera vez la decisión de entrega tan pronto como 1943, el tema principal fue los términos y condiciones de la rendición, no a la cuestión de la rendición propia. Por una variedad de razones diversas, ninguna de las iniciativas tuvieron éxito, las dos principales razones es el engaño de la Unión Soviética y las tácticas dilatorias, y las actitudes de los "Seis Grandes", los poderosos líderes militares japoneses. (Para más detalles, véase Rendición del Japón).
La Operación Ofensiva Estratégica Manchú, junto con los bombardeos atómicos de Hiroshima y Nagasaki, combinado para romper el estancamiento político japonés y forzar a los líderes japoneses a aceptar los términos de rendición exigidos por los aliados.
En los "Sesenta años después de Hiroshima" la cuestión del Estándar Semanal, el historiador estadounidense Richard B. Frank señala que hay una serie de escuelas de pensamiento con diferentes opiniones que hizo que los japoneses se rindieran. Describe lo que él llama la visión "tradicionalista", que afirma que los japoneses se rindieron porque los estadounidenses lanzaron las bombas atómicas. A continuación, resume otros puntos de vista.
La investigación de Tsuyoshi Hasegawa le ha llevado a la conclusión de que los bombardeos atómicos no eran la razón principal de la capitulación de Japón. Sostiene que los líderes de Japón fueron impactados más por las rápidas y devastadoras victorias soviéticas en el continente en la semana siguiente a la declaración de guerra de Stalin del 8 de agosto porque la estrategia japonesa para proteger las islas se diseñó para protegerse de una invasión estadounidense desde el sur, y no dejó prácticamente ninguna tropa de repuesto para contrarrestar una amenaza soviética del norte. Esto, según Hasegawa, equivalía a una "quiebra estratégica" para los japoneses y forzó su mensaje de rendición el 15 de agosto de 1945. Otros con puntos de vista similares incluyen el documental de la serie Campo de Batalla, Drea, Hayashi, y muchos otros, a través de todos, incluyendo a Hasegawa, afirman que la rendición no se debió a ningún factor o evento único.
La invasión soviética y la ocupación del extinto Manchukuo marcaron el comienzo de un período traumático para los más de un millón de ocupantes del Estado títere que eran descendientes de japoneses. La situación de los ocupantes japoneses era clara, pero los colonos japoneses que habían hecho de "Manchukuo" su hogar, en particular los nacidos en "Manchukuo", ahora eran apátridas y sin hogar, y los manchúes (no japoneses) querían deshacerse de estos extranjeros. Muchos fueron asesinados, muchos otros terminaron en las cárceles de Siberia por hasta 20 años, y algunos hicieron su camino a las islas de origen japonés, donde también fueron tratados como extranjeros.
Manchuria fue "limpiada" por las fuerzas soviéticas de cualquier posible resistencia militar. Con apoyo soviético a la propagación del comunismo, Manchuria proporcionó la base principal de operaciones para las fuerzas de Mao Zedong, quienes resultaron victoriosas en los cuatro años siguientes de la guerra civil china. Estos éxitos militares en Manchuria y China por los chinos comunistas llevaron a la Unión Soviética a renunciar a sus derechos a las bases en China —prometido por los aliados occidentales— porque todos los considerados por los soviéticos como tierras "chinas" que habían ganado los soviéticos, (a diferencia de lo que los soviéticos consideraban tierras "soviéticas" ocupadas por los japoneses), finalmente fue entregada a la República Popular China. Tenga en cuenta, sin embargo, que antes de salir de Manchuria, las fuerzas soviéticas y la burocracia desmantelaron casi todas las partes móviles de la considerable industria construida japonesa en Manchuria y reubicados a "restaurar la industria en el territorio soviético desgarrado por la guerra". Lo que no era portátil era desactivado o destruido; los soviéticos tenían ningún deseo de Manchuria a ser un rival económico, en particular para los subdesarrollados territorios soviéticos del Lejano Oriente.
Como se acordó en Yalta, la Unión Soviética había intervenido en la guerra con Japón dentro de los tres meses de la rendición alemana, y por lo tanto tenían derecho a los territorios de Sajalín y las islas Kuriles y también para los intereses preeminentes sobre Port Arthur y Dalian, con sus conexiones ferroviarias estratégicas. Los territorios en el continente asiático fueron trasladados posteriormente al control total de la República Popular de China en 1955, las otras posesiones todavía son administrados por el Estado sucesor de la Unión Soviética, Rusia.
Aunque el norte de la península de Corea estaba bajo control soviético, la máquina logística conducir las fuerzas de invasión soviética había dado hacia fuera antes de que pudiera ser aprovechada toda la península. Con el desembarco estadounidense en Incheon —algo de tiempo antes de que el Ejército Rojo podía haber removilizado y asegurado toda la península— Corea se dividió de manera efectiva. Este fue un precursor de la guerra de Corea cinco años después.